# Довга подорож до моря
«Довга подорож до моря» (лит. Ilga kelionė prie jūros) — радянський фільм 1976 року режисера Альгірдаса Арамінаса.

## Сюжет
Він і Вона їдуть поїздом до моря, щоб провести відпустку і відсвяткувати весілля. Він уже немолодий, з себе невидний, що кинув дружину через кохання до Неї. Вона набагато його молодша, приваблива, жіночна, знає, як користуватися своїми чарами.
Їхні попутники по купе — Фокусник — немов щойно з'явився з повітря разом зі своїм величезним папугою, і — Бабуся — надзвичайно колоритна, життєрадісна й невгамовна старенька, що їде, як вона каже, на побут до сина й охоче ділиться з новими попутниками щоразу геть несхожими на попередні відомості про нього — він то моряк, то відповідальний працівник, то щасливий сім'янин, то самотній бідолаха.
Не надто затишний вагон, у якому провідниця ніби намагалася нагадати пасажирам, що вони не в себе вдома, перетворюється з волі їхніх попутників на втілення наяву їхніх мрії про радість і щастя, і дорога до моря веде до зустрічі з найзаповітнішим: Він і Вона стануть чоловіком і дружиною — одружаться просто у потязі, влаштувавши бенкет у вагоні-ресторані.
Вже відпочиваючи на морі Він і Вона раптом помітять їхню попутницю — Бабусю, яка неподалік від пляжу знайде свого сина — зі словами «Здрастуй, синку! Це я, твоя мама…», що покладає квіти до пам'ятника на братській могилі радянських солдатів, які загинули у роки Великої Вітчизняної війни.

## В ролях
- Валентина Сперантова — старенька
- Даля Сторик — Вона
- Римгаудас Карвяліс — Він
- Галина Даугуветіте — провідниця
- Вальдас Ятаутіс — фокусник
- Павілас Гайдіс — капітан
- Баліс Бараускас — міліціонер
- Мартінас Чибірас — Андрюс
- Альгімантас Мажуоліс — Йонас.
- Еугенія Плешкіте — дружина Йонаса
- Гедімінас Пранцкунас — епізод
- Стяпас Юкна — епізод

Фільм дубльований російською мовою на кіностудії «Ленфільм». Режисер дубляжу — Михайло Короткевич, звукооператор — Едуард Ванунц. Ролі дублювали:
- Ернст Романов — Він
- Євгенія Вєтлова — Вона
- Ірина Губанова — провідниця
- Володимир Четверіков — фокусник

## Знімальна група
- Режисер — Альгірдас Арамінас
- Сценаристи — Григорій Канович, Ісаак Фрідберг
- Оператор — Йонас Марцінкявічюс
- Композитор — Альгімантас Апанавічюс
- Художник — Юзефа Чейчіте

## Прокат
Фільм переглянули 1,2 млн глядачів при тиражі 143 копії.